# DaMarcus Beasley
DaMarcus Lamont Beasley (* 24. Mai 1982 in Fort Wayne, Indiana) ist ein ehemaliger US-amerikanischer Fußballspieler.

## Karriere

### Jugend
Beasley besuchte von 1998 bis 1999 die IMG Soccer Academy, eine Einrichtung des US-amerikanischen Fußball-Verbandes in Bradenton, Florida. Vor dieser Zeit spielte er in der Highschool-Mannschaft der South Side High School in Fort Wayne. Bei der U-17-Weltmeisterschaft 1999 in Neuseeland gewann der Mittelfeldspieler hinter seinem Mannschaftskollegen Landon Donovan den „Silver Ball“ als zweitbester Spieler des Turniers.

### Major League Soccer
Am 16. März 1999 spielte DaMarcus Beasley das erste Mal für Los Angeles Galaxy. Da er aber bei keinem offiziellen Spiel auf dem Platz stand, wurde er 2000 an Chicago Fire abgegeben. In Chicago entwickelte er sich zu einem sehr guten Spieler. In vier Jahren erzielte er 14 Tore und bereitete 20 vor. 2003 stand er in der besten Elf der MLS. Am 16. Juli 2004, mitten in der laufenden Saison, unterschrieb er einen Vertrag bei PSV Eindhoven über 4 Jahre. Die Major League Soccer erhielt 2,5 Millionen US-Dollar Ablöse.

### PSV Eindhoven
PSV-Trainer Guus Hiddink ließ Beasley als Nachfolger von Arjen Robben spielen, der zum FC Chelsea gewechselt war. So trug er die Nummer 11. In seiner ersten Saison stand Beasley 29-mal auf dem Platz und erzielte dabei 6 Tore. Seine erste Saison in Europa wurde mit dem Meistertitel gekrönt. Am 28. Mai 2005 gewann PSV auch den Amstel Cup im Elfmeterschießen. Beasley erzielte in der regulären Spielzeit den Ausgleichstreffer.
Die zweite Saison in den Niederlanden war nicht von Erfolg gekrönt. Er wurde am 31. August 2006 an Manchester City ausgeliehen. Aufgrund einer Verletzung spielte er nicht regelmäßig. Am 30. Dezember 2006 erzielte er sein erstes Tor in der Premier League.

### Glasgow Rangers

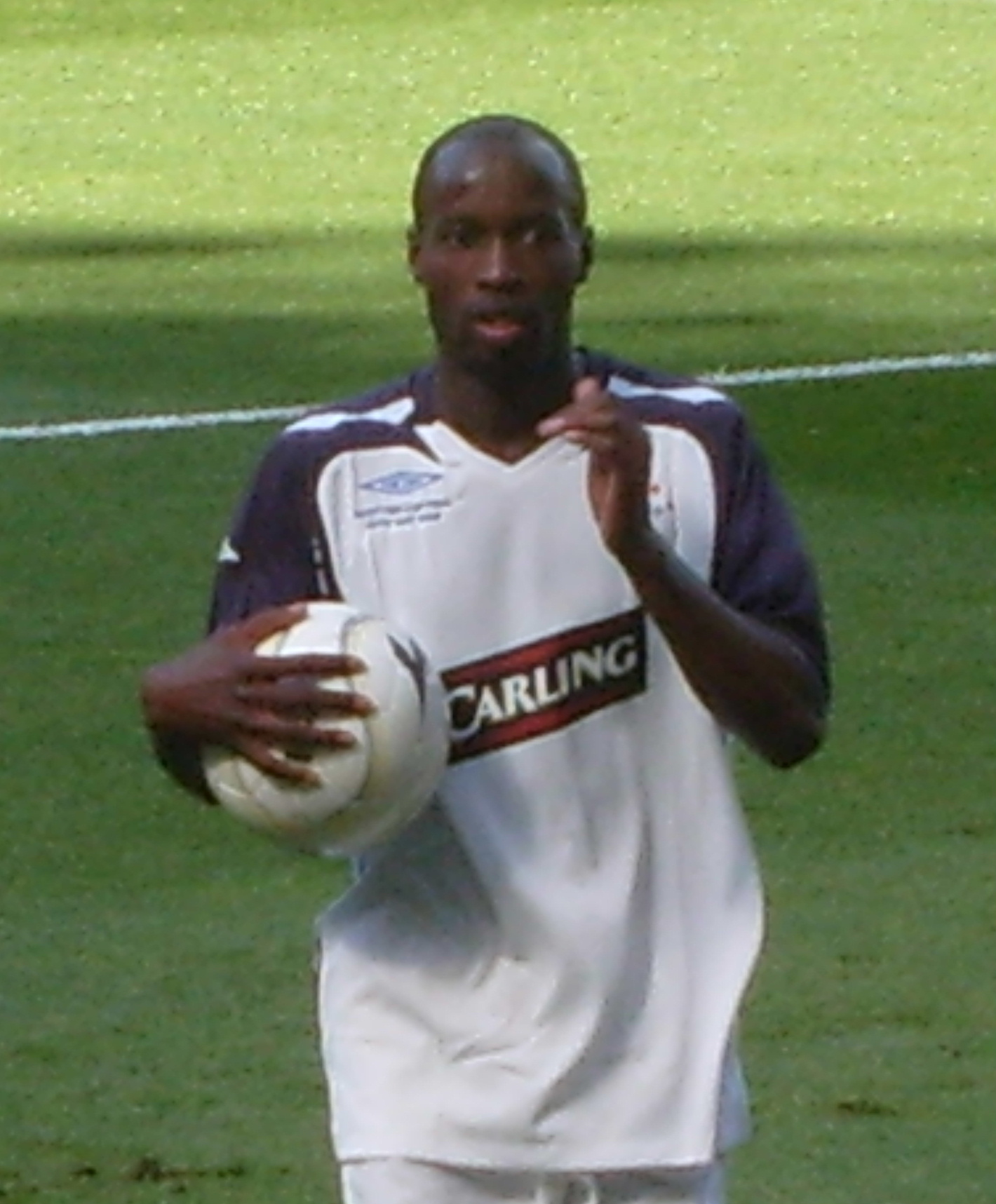
Beasley 2008 im Trikot der Glasgow Rangers

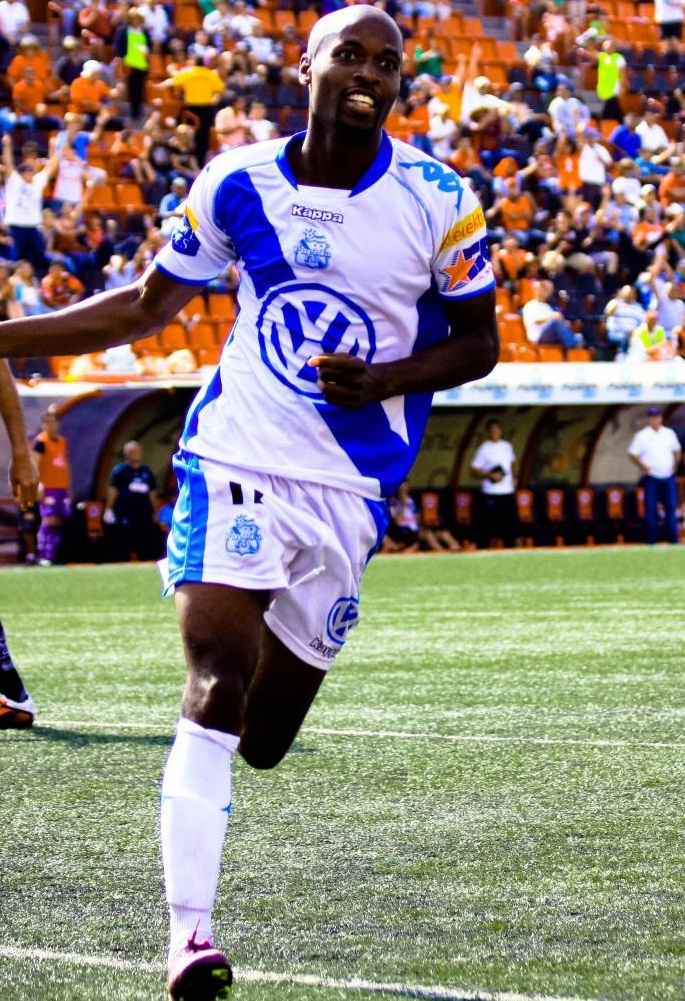
DaMarcus Beasley 2011

Am 27. Juni 2007 wechselte er für 700.000 Pfund zu den Glasgow Rangers. Anfang August bestritt er sein Debüt und erzielte sein erstes Tor für den Verein in einem Champions-League-Qualifikationsspiel gegen Zeta Golubovci. Im November verletzte sich Beasley in einem Spiel gegen den VfB Stuttgart so schwer, dass er den größten Teil der Saison ausfiel. Er kehrte am 10. Mai 2008 in die Mannschaft zurück. Im schottischen Pokalfinale erzielte er ein Tor und bereitete ein weiteres vor.
Zu Saisonbeginn 2009/10 kam Beasley nur noch sporadisch zum Einsatz. Um sich einen Platz im Nationalmannschaftskader für die Fußball-Weltmeisterschaft 2010 zu wahren, wollte er im Dezember 2009 in die USA zurückkehren. Kurz nachdem dies bekannt geworden war, absolvierte er die kommenden Spiele und zeigte sehr gute Leistungen. Er erklärte anschließend, bei den Rangers bleiben zu wollen, auch trotz eines Angebotes vom FC Motherwell. Glasgow wurde Meister, aber da Beasley nur in acht Partien mitgewirkt hatte, bekam er noch nicht einmal eine Meisterschaftsmedaille (Medaillen bekommen in Schottland nur Spieler, die an über 25 % aller Spiele beteiligt waren).
Am 30. Juni 2010 verließ Beasley die Rangers, nachdem sein Vertrag ausgelaufen war.

### Hannover 96
Am 30. August 2010 wechselte Beasley zum deutschen Bundesligisten Hannover 96. Er unterschrieb einen Zweijahresvertrag. Sein erstes Spiel für die Roten absolvierte er am 31. August 2010 in einem Freundschaftsspiel gegen den HSC Hannover. In der Bundesliga kam er aber nur zu vier Einsätzen.

### Puebla FC
Von 2011 bis 2014 spielte Beasley bei Puebla FC.

### Houston Dynamo
Von 2014 bis 2020 spielte er für Houston Dynamo.

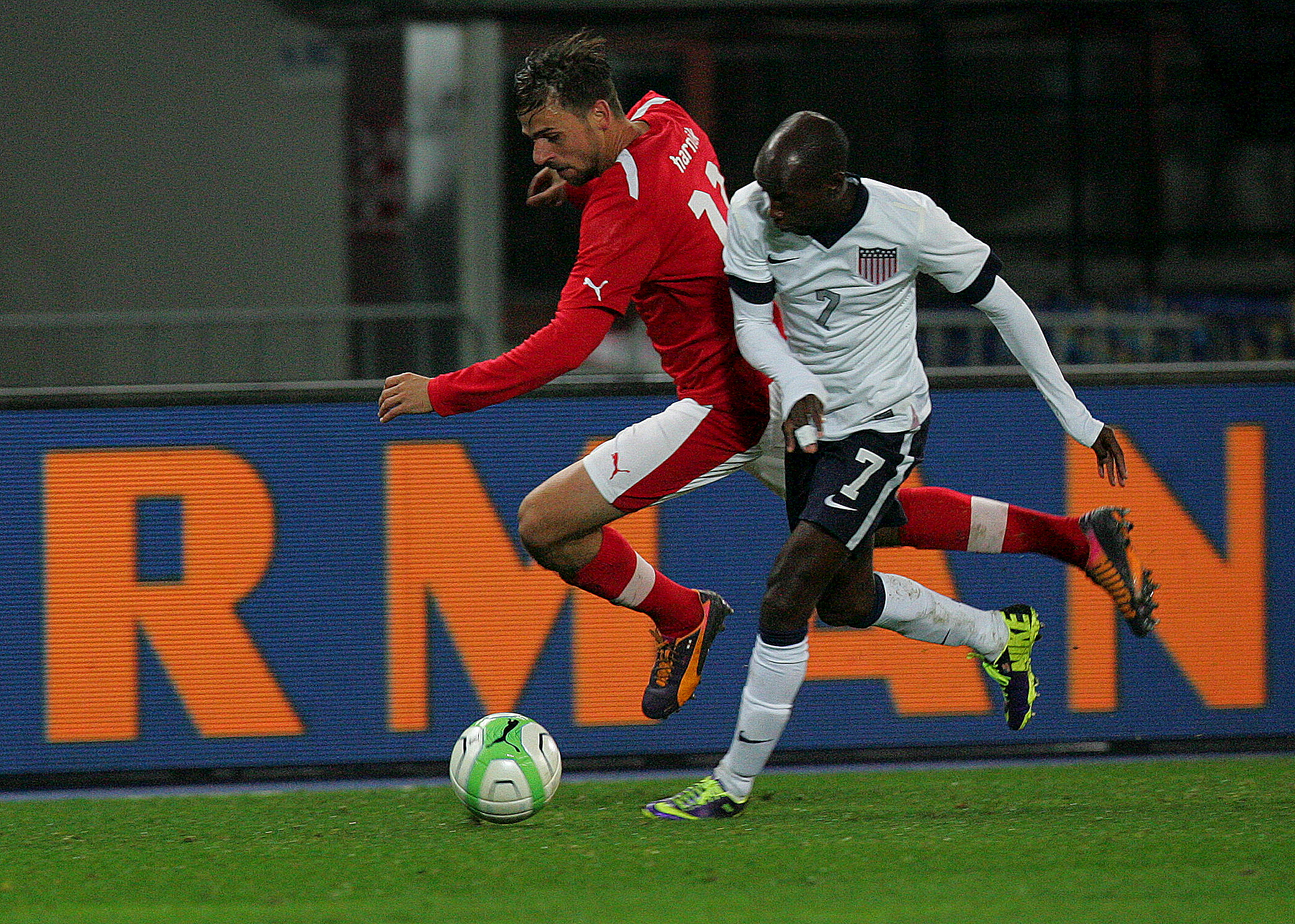
DaMarcus Beasley 2013 beim Freundschaftsspiel gegen Österreich

## Nationalmannschaft
Beasley spielte für die US-amerikanische Fußballnationalmannschaft. Seine erste Partie absolvierte er am 27. Januar 2001 gegen China. Er spielte für die U 20 bei der Junioren-Fußballweltmeisterschaft 2001 in Argentinien. Beasley nahm mit den USA an den Weltmeisterschaften 2002 in Japan und Südkorea, 2006 in Deutschland, 2010 in Südafrika und 2014 in Brasilien teil. Damit ist er der einzige US-Nationalspieler, der an vier Weltmeisterschaften teilgenommen hat.
Am 29. Mai 2013 machte er bei der 2:4-Niederlage gegen Belgien sein 100. Länderspiel. Für den CONCACAF Gold Cup 2013 ernannte ihn Nationaltrainer Jürgen Klinsmann zum Kapitän. Am 16. Dezember 2014 erklärte er das Ende seiner Nationalmannschaftskarriere. Beim CONCACAF Gold Cup 2015 wurde er im Spiel um Platz 3 in der 90. Minute nochmals eingewechselt, verschoss dann aber im Elfmeterschießen den letzten Elfmeter für die USA.

## Privat
Sein älterer Bruder Jamar Beasley spielt in der Major League Soccer bei den Kansas City Wizards. Er ist auch Mitglied der US-amerikanischen Futsalnationalmannschaft.
Am 16. Januar 2006 wurde er beim Autofahren unter Alkoholeinfluss gefasst. Er wurde zur Zahlung von 1500 Euro verurteilt. Außerdem verlor er seinen Führerschein für drei Monate.
Im September 2009 brachte Beasley zusammen mit der schottischen Firma The Diamond Studio seine eigene Schmuckkollektion heraus.